# Rose Cottage Cave

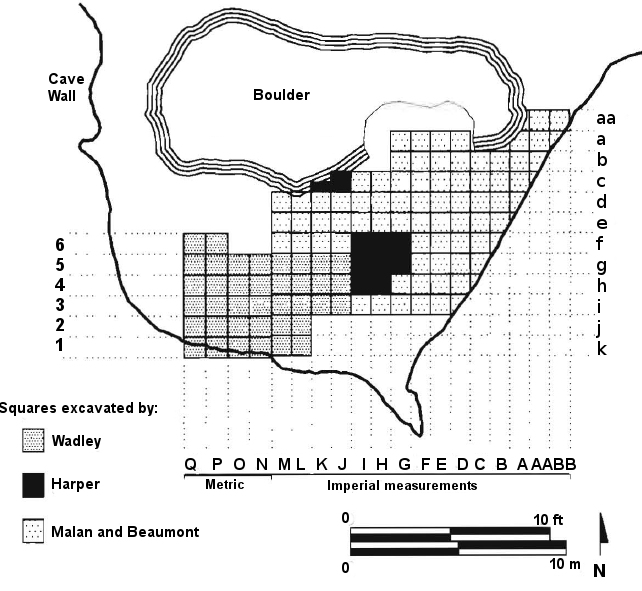
Plan der Höhle mit der Lage der von Wadley, Harper, Malan und Beaumont ausgegrabenen Flächen

Blick über die Ausgrabungen (2017). Die Pfeile weisen auf einzelne Kulturschichten: LSA = Later Stone Age; HP = Howieson’s Poort Industrie, post-HP / pre-HP = nach-HP / vor-HP

Intensiv geschliffenes Ockerstück aus der Rose Cottage Cave (Strich: 1 mm)

Rose Cottage Cave („Rosenhäuschen-Höhle“) ist eine pleistozäne archäologische Fundstätte im Osten der südafrikanischen Provinz Freistaat, rund fünf Kilometer südwestlich von Ladybrand und sechs Kilometer nördlich des Flusses Caledon, der die nordwestliche Grenze zwischen Lesotho und Südafrika bildet. Die am Hang eines Hügels namens Platberg auf rund 1400 Metern Höhe über dem Meeresspiegel gelegene Sandsteinhöhle ist annähernd 10 Meter breit, reicht rund 20 Meter in die Tiefe und ist nach außen – nach Norden – durch einen großen herabgestürzten Felsblock so weitgehend verschlossen, dass nur links und rechts dieses Felsens schmale Eingänge sowie unter der Höhlendecke eine Art Dachluke vorhanden sind. Entdeckt wurden in der Höhle u. a. zahlreiche Steinwerkzeuge der Howieson’s Poort Industrie, einer Kulturtechnik des Middle Stone Age, ferner Steingerät aus dem Later Stone Age, Reste von Rotem Ocker und zahlreiche Belege für die Nutzung des Feuers.

## Erforschung
Die zumindest zeitweise Nutzung der Höhle durch den anatomisch modernen Menschen (Homo sapiens) begann vor rund 100.000 Jahren und reichte – belegt u. a. durch den Fund einer zwischen 1837 und 1886 geprägten Münze – bis ins 19. Jahrhundert. Die beiden Öffnungen der Höhle nach Norden bewirken, dass die Höhle im Winter von der Sonne gewärmt wird, während sie im Sommer durchweg beschattet bleibt.
Die Verwendung von Rotem Ocker als mutmaßlich Körperschmuck oder – in Kombination mit Pflanzengummi – als Klebstoff ist belegt für die Epoche zwischen 96.000 und 30.000 Jahren vor heute.
In Fachkreisen bekannt wurde die Höhle Anfang der 1920er-Jahre, nachdem sie dem Ingenieur und Archäologen Clarence van Riet Lowe während eines Arbeitsaufenthalts in der Region aufgefallen war; 1929 wurde sie im Rahmen einer Exkursion der British Association for the Advancement of Science besucht.
Die erste größere Grabung in Rose Cottage Cave fand zwischen 1943 und 1946 unter der Leitung von Berry D. Malan statt, dem späteren Direktor des Archaeological Survey of the Union of South Africa. Die von ihm gesicherten Funde wurden zwar vorbildlich archiviert, jedoch erst 40 Jahre später wissenschaftlich publiziert. Auch die Ergebnisse einer Grabung für seine Master-Arbeit im Jahr 1962 durch die Archäologen Peter Beaumont wurden erst 1988 von einem anderen Autor publiziert, obwohl bereits Malan erkannt hatte, dass die Höhle eine bis zu sieben Meter mächtige Abfolge von Kulturschichten aufwies. Erst die Archäologin Lyn Wadley widmete nach Abschluss ihrer Doktorarbeit (1986) ein Jahrzehnt lang – von 1987 bis 1998 – der Höhle ihre volle berufliche Aufmerksamkeit: Neben neuerlichen Ausgrabungen, zeitweise unterstützt von  Philip Harper, arbeitete sie das bei ihrem Vorgänger Malan liegen gebliebene wissenschaftliche Material auf.
Zu den besonderen Entdeckungen in der Höhle gehören auch Wandmalereien von Jägern und Sammlern aus der Epoche des Later Stone Age: Bei ihrer wissenschaftlichen Dokumentation im Jahr 1994 waren davon noch 186 vollständig und 462 teilweise erhalten.

## Belege
1. ↑  Lyn Wadley: Rose Cottage Cave, South Africa. In: Amanuel Beyin et al. (Hrsg.): Handbook of Pleistocene Archaeology of Africa. Hominin behavior, geography, and chronology. Springer Cham, 2013, ISBN 978-3-031-20289-6, S. 1653–1662, Volltext (PDF).
2. ↑  Emma Loftus et al.: Late Pleistocene human occupation in the Maloti-Drakensberg region of southern Africa: New radiocarbon dates from Rose Cottage Cave and inter-site comparisons. In: Journal of Anthropological Archaeology. Band 56, 2019, 101117, doi:10.1016/j.jaa.2019.101117.
3. ↑  Joanna Behrens: European Artefacts from Rose Cottage Cave. In: The South African Archaeological Bulletin. Band 47, Nr. 155, 1992, S. 13–15, doi:10.2307/3888987.
4. ↑  Lyn Wadley, Amanda Esterhuysen und Caroline Jeannerat: Vegetation changes in the eastern Orange Free State: the Holocene and later Pleistocene evidence from charcoal studies at Rose Cottage Cave. In: South African Journal of Science. Band 88, 1992, S. 558, Volltext.
5. ↑  Lyn Wadley, Tamaryn Hodgskiss und Michael Grant: Implications for complex cognition from the hafting of tools with compound adhesives in the Middle Stone Age, South Africa. In: PNAS. Band 106, Nr. 24, 2009, S. 9590–9594, doi:10.1073/pnas.0900957106.
6. ↑  Tammy Hodgskiss und Lyn Wadley: How people used ochre at Rose Cottage Cave, South Africa: Sixty thousand years of evidence from the Middle Stone Age. In: PLoS ONE. Band 12, Nr. 4, 2017, e0176317. doi:10.1371/journal.pone.0176317.
7. ↑  Lyn Wadley: Rose Cottage Cave: Background and a Preliminary Report on the Recent Excavations. In: The South African Archaeological Bulletin. Band 46, Nr. 154, 1991, S. 125–130, doi:10.2307/3889091, Volltext (PDF).
8. ↑  Lyn Wadley und Philip Harper: Rose Cottage Cave Revisited: Malan's Middle Stone Age Collection. In: The South African Archaeological Bulletin. Band 44, Nr. 149, 1989, S. 23–32, JSTOR:3888316, Volltextr (PDF).
9. ↑  Lyn Wadley: Rose Cottage Cave: Archaeological work 1987 to 1997. In: South African Journal of Science. Band 93, Nr. 10, 1997, Volltext.
10. ↑  Sven Ouzman und Lyn Wadley: A history in paint and stone from Rose Cottage Cave, South Africa. In: Antiquity. Band 71, Nr. 272, 1997, S. 386–404, doi:10.1017/S0003598X00084994, Volltext.